# 미디어경청
미디어경청은 경기도에 위치한 경기도교육청 청소년방송국이다.

## 역사
- 2015년 : 미디어경청 출범
- 2016년 : 미디어경청 북부제작센터 개관
- 2017년 : 미디어경청 남부제작센터 개관
- 2020년 7월 2일 : 《좋은 미디어를 위한 경기도 청소년 실천선언》 결의

## 조직
- 남부제작센터 (흥진중학교)
  - 오라 스튜디오
  - 보라 스튜디오
  - 꿈꾸라 스튜디오
- 북부제작센터 (의정부중앙초등학교)
  - 톡톡 스튜디오
  - 생생 스튜디오
  - 몽실학교 강의실
- 청소년방송 운영위원회

## 콘텐츠
- 신문
  - 경청뉴스
  - 경청칼럼 - 청소년 칼럼니스트로 선발된 학생들이 각자의 분야를 정해서 칼럼을 작성하는 공간이다.
  - 스쿨통 - 학교통신원으로 선발된 학생들이 자신의 학교 소식을 다양하게 전하는 공간이다.
  - 할말있어요
- 텔레비전
  - 영상뉴스
  - 영화 드라마
  - 시사
  - 예능
  - 광고
- 라디오 (팟빵 기반)
  - 청아
  - 자작 음악
  - 라디오광고
- 포토 & 툰
  - 한줄포토
  - 카드뉴스
  - 웹툰

## 같이 보기
- 경기도교육청
- 흥진중학교
- 의정부중앙초등학교